# Lofa Tatupu
Mosiula Mea'alofa „Lofa“ Tatupu (* 15. November 1982 in San Diego, Kalifornien) ist ein US-amerikanischer American-Football-Trainer und ehemaliger -Spieler. Er spielte sechs Saisons auf der Position des Linebacker in der National Football League (NFL). Er war zuletzt der Assistenztrainer für die Linebackers bei den Seattle Seahawks.

## Spielerkarriere

### Seattle Seahawks
Tatupu wurde als 45. Spieler in der zweiten Runde des NFL Draft 2005 von den Seattle Seahawks ausgewählt.
Bereits in seiner ersten Saison entwickelte er sich zu einem der Besten Defensiv-Spielern der Liga und wurde in den Pro Bowl gewählt. Er wurde in seinen ersten drei Jahren zum Pro Bowl gewählt und setzte jeweils die meisten Tackles der Seahawks. 2007 ernannte die Associated Press Tatupu zum All-Pro.
Am 21. März 2008 verlängerten die Seahawks den Vertrag von Tatupu für weitere sechs Jahre. 2008 verletzte sich Tatupu, wodurch seine Leistungen abnahmen. Am 19. Oktober 2009 verletzte sich Tatupu im Spiel gegen die Arizona Cardinals den linken Brustmuskel, als er mit seinem Mannschaftskameraden Deon Grant kollidierte, was seine Saison beendete. Tatupu wurde am 31. Juli 2011 entlassen, nachdem er sich nicht mit den Seattle Seahawks auf eine Vertragsumstrukturierung einigen konnte.

### Atlanta Falcons
Am 10. März 2012 verpflichtete sich Tatupu für zwei Jahre bei den Atlanta Falcons. Am 24. Juli 2012 verletzte sich Tatupu am Musculus pectoralis major. Einen Tag später entließen die Falcons ihn.

## Trainerkarriere
Am 9. Februar 2015 verkündeten die Seahawks, dass sie Tatupu als Assistenztrainer für die Linebacker angestellt haben. Nach zwei Saisons gab er seinen Posten freiwillig auf, um mehr Zeit mit seiner Familie verbringen zu können.